# David Mendoza (futbolista mexicano)
Juan David Mendoza Díaz (Guadalajara, 25 de mayo de 1978 - 31 de octubre de 2008) fue un futbolista mexicano.

## Trayectoria
Apodado el «Magic», debutó a los 20 años con el Club Atlas de Guadalajara en el torneo Invierno 98, bajo las órdenes del técnico argentino Ricardo Antonio Lavolpe. El futbolista, quien se desempeñaba como defensa, permaneció con los rojinegros tres torneos, y en el Invierno 2000 emigró al Club León, donde solo estuvo seis meses a préstamo.
Después firmó con Cruz Azul en el verano de 2001, donde fue dirigido por José Luis Trejo. Integró el equipo celeste que en ese mismo año fue subcampeón de la Copa Libertadores. Jugó en el club hasta el verano 2002, cuando se enroló con el Club Deportivo Guadalajara en la época en que era dirigido por Daniel Guzmán. Solamente permaneció un año hasta pasar al Veracruz, donde también permaneció un año.
Tras salir de Veracruz pasó al Club Necaxa, donde también permaneció un año tras el cual pasó a Dorados de Sinaloa, donde estuvo en la temporada en que este equipo descendió a Primera A.
Volvió a Veracruz para el Apertura 2006 dentro de un paquete de jugadores junto con Cirilo Saucedo, Jorge Iván Estrada, Hugo García y Jaime Ruiz, pero su regreso al Puerto duró solo un año. Al finalizar el torneo de Clausura 2007 no volvió a enrolarse con ningún equipo profesional. En total jugó para siete equipos con los que alcanzó los 185 partidos en Primera División, de los cuales 129 fueron completos. Marcó nueve goles, el último a las Chivas en el Clausura 2006, cuando jugaba para Dorados.

### Clubes
| Club                 | País                | Año         | Partidos | Goles | Media |
| -------------------- | ------------------- | ----------- | -------- | ----- | ----- |
| Atlas de Guadalajara | México              | 1998 - 2000 | 13       | 0     | 0     |
| Club León            | México              | 2000        | 9        | 1     | 0.11  |
| Cruz Azul            | México              | 2001 - 2002 | 40       | 2     | 0.05  |
| Guadalajara          | México              | 2002 - 2003 | 36       | 1     | 0.03  |
| Veracruz             | México              | 2003 - 2004 | 33       | 3     | 0.09  |
| Club Necaxa          | México              | 2004 - 2005 | 26       | 0     | 0     |
| Dorados de Sinaloa   | México              | 2005 - 2006 | 19       | 2     | 0.11  |
| Veracruz             | México              | 2006 - 2007 | 9        | 0     | 0     |
| Total en su carrera  | Total en su carrera | 1998 - 2008 | 185      | 9     | 0.03  |

## Fallecimiento
David Mendoza fue ultimado a balazos cuando salía del estadio 3 de Marzo, donde acudió para presenciar el partido entre Tecos de la UAG y las Águilas del América.